# Довер (Арканзас)
Довер (енгл. Dover) град је у америчкој савезној држави Арканзас.

## Демографија
По попису из 2010. године број становника је 1.378, што је 49 (3,7%) становника више него 2000. године.
| Група             | 2000.         | 2010.         |
| Белци             | 1.281 (96,4%) | 1.269 (92,1%) |
| Афроамериканци    | 3 (0,2%)      | 5 (0,4%)      |
| Азијати           | 2 (0,2%)      | 2 (0,1%)      |
| Хиспаноамериканци | 26 (2,0%)     | 50 (3,6%)     |
| Укупно            | 1.329         | 1.378         |